# Florence Muller (actrice)
Pour les articles homonymes, voir Florence Müller et Müller.
Florence Muller est une actrice française de cinéma et de théâtre.

## Biographie
Diplômée du Conservatoire national supérieur d'art dramatique en 1991 où elle étudie sous la direction de Daniel Mesguich et Jean-Pierre Vincent, Florence Muller développe principalement un parcours d'actrice.
Au théâtre, elle travaille notamment auprès de Philippe Torreton, Philippe Faure, Georges Werler, Mario Gonzales, Philippe Adrien, Georges Werler ou encore Jean-Luc Revol. Elle s'essaie également au théâtre de rue et participe à la tournée internationale du spectacle Peplum de la compagnie Royal de Luxe.
En parallèle, elle mène une carrière cinématographique débutée avec Robert Altman, puis sous la direction de Blandine Lenoir, Luc Besson, Agnès Jaoui, Romain Goupil ou encore Pierre Aknine. Son parcours est marqué par sa collaboration avec Bruno Podalydès qui la dirige dans plusieurs films.
Enfin, Florence Muller mène aussi un travail d'écriture, ayant co-écrit le spectacle La Queue du Mickey (avec Éric Verdin) ou la pièce Boulevard du Boulevard.

## Filmographie

### Cinéma
- 1991 : Vincent et Théo de Robert Altman : Rachel
- 1997 : Direct (court métrage) de Myriam Donasis : Diane Miller
- 1999 : Le Voyage à Paris de Marc-Henri Dufresne
- 2000 : L'Extraterrestre de Didier Bourdon : Martine
- 2002 : Raisons économiques (court métrage) de Patrice Jourdan et Sören Prévost : la psychanalyste
- 2003 : Mais qui a tué Pamela Rose ? d'Éric Lartigau : l'infirmière
- 2003 : Bienvenue au gîte de Claude Duty : Valérie
- 2004 : RRRrrrr!!! d'Alain Chabat : Pierre (femme du préveneur)
- 2005 : Papa de Maurice Barthélémy : la réceptionniste hôtel
- 2005 : Les Parrains de Frédéric Forestier : Christiane
- 2006 : Un ticket pour l'espace d'Éric Lartigau : Isabelle Cardoux
- 2006 : Paris, je t'aime, segment Montmartre de Bruno Podalydès : la jeune femme
- 2006 : Cœurs d'Alain Resnais : la critique d'art
- 2007 : Pars vite et reviens tard de Régis Wargnier : Maryse
- 2009 : Bancs publics (Versailles Rive-Droite) de Bruno Podalydès : Lucie
- 2009 : Safari d'Olivier Baroux : Nicole
- 2009 : À ce soir (court métrage) d'Olivia Basset : la femme
- 2010 : L'homme qui voulait vivre sa vie d'Éric Lartigau : Clarisse
- 2010 : Les meilleurs amis du monde de Julien Rambaldi : Suzanne
- 2010 : Les Mains en l'air de Romain Goupil : commissaire
- 2010 : Monsieur l'Abbé (court métrage) de Blandine Lenoir
- 2011 : Une Folle Envie de Bernard Jeanjean : la gynécologue
- 2011 : La Permission de minuit de Delphine Gleize :  Florence
- 2011 : Entrée du personnel (court métrage) de Manuela Frésil : Marie, 35 ans
- 2013 : Les Conquérants de Xabi Molia : la doctoresse
- 2013 : Malavita de Luc Besson : Madame Mangin
- 2014 : Zouzou de Blandine Lenoir : Agathe
- 2014 : En avant, calme et droit (court métrage) de Julie-Anne Roth :
- 2015 : Les Invisibles (court métrage) de Akihiro Hata : Hélène
- 2015 : L'Amérique de la femme (court métrage) de Blandine Lenoir : Agathe
- 2016 : Vol plané (court métrage) de Bruno Veniard
- 2016 : Les Animaux domestiques (court métrage) de Camille Japy : Odile
- 2017 : Aurore de Blandine Lenoir : l'employée de Pôle emploi
- 2017 : Patients de Grand Corps Malade et Mehdi Idir : la mère de Ben
- 2018 : Place publique d'Agnès Jaoui : la comptable
- 2018 : La Belle et la Belle de Sophie Fillières : la doctoresse
- 2018 : Petites filles (court métrage) de Camille Japy : Odile
- 2018 : Bécassine ! de Bruno Podalydès : la mère de Bécassine
- 2018 : Fleuve noir d'Érick Zonca : Arielle
- 2018 : Pupille de Jeanne Herry : la mère de Clara
- 2019 : Le Mystère Henri Pick de Rémi Besançon : Brigitte Rouche
- 2019 : La Dernière Vie de Simon de Léo Karmann : Commissaire Leroy
- 2019 : La Pose (court métrage) de Célia Pilastre et Crystal Shepherd-Cross : Monique
- 2019 : À la mode (court métrage) de Jean Lecointre : la Reine (voix)
- 2020 : Les Deux Alfred de Bruno Podalydès : la première adjointe de Croisseuil
- 2021 : Robuste de Constance Meyer : Elvire
- 2021 : La Vraie Famille de Fabien Gorgeart : Nabila
- 2022 : Alors on danse de Michèle Laroque : Rozenn
- 2022 : Goliath de Frédéric Tellier : la seconde de Vanec au meeting
- 2022 : Menteur d'Olivier Baroux : Caroline
- 2022 : Annie colère de Blandine Lenoir : Viviane
- 2022 : Le Torrent d'Anne Le Ny : la mère de Lison
- 2022 : Simone, le voyage du siècle d'Olivier Dahan : Alice Veil
- 2023 : Wahou ! de Bruno Podalydès : Clotilde
- 2023 : Sur la branche de Marie Garel-Weiss : Claudine
- 2023 : Ma langue au chat de Cécile Telerman : Chantal
- 2023 : Toni, en famille de Nathan Ambrosioni : Sophie
- 2024 : Ici et là-bas de Ludovic Bernard : Médecin (gare routière)
- 2024 : La Petite Vadrouille de Bruno Podalydès : Rosine
- 2024 : Le Comte de Monte-Cristo de Alexandre de La Patellière et Matthieu Delaporte : Madame Herrera
- 2024 : Les Cadeaux de Raphaële Moussafir et Christophe Offenstein : Vendeuse maroquinerie
- 2024 : L'Attachement de Carine Tardieu : Marianne
- 2025 : Un mariage sans fin de Patrick Cassir : Mère de Louna

### Télévision
- 2002 : Crimes en série, épisode La Pécheresse : Courbet
- 2003 : Lagardère de Henri Helman : Jeanne
- 2007 : Avocats et Associés, épisode Le mal du siècle : Sophie Noblet
- 2007 : Boulevard du Palais, épisode Un petit coin sans histoire : Chantal Carminati
- 2009 : Central Nuit, épisode L'ange déchu : Suzanne Vanier
- 2010 : Nicolas le Floch, épisode Le Grand Veneur de Nicolas Picard-Dreyfuss : Marquise d'Aubrac
- 2011 : Mort d'un président de Pierre Aknine : Marie-France Garaud
- 2012 : Boulevard du Palais, épisode Ravages : Géraldine Deloison
- 2012 : Trafics, épisode L'affaire Dellugat : Mme Vermont
- 2013 : Crime d'état de Pierre Aknine : Colette Boulin
- 2013 : Alias Caracalla, au cœur de la Résistance d'Alain Tasma : Mme Cordier
- 2013 : Candice Renoir de Christophe Douchand, épisode Pourvu qu'on ait l'ivresse... : Hélène Rocher
- 2014 : Ce soir, je vais tuer l'assasin de mon fils, de Pierre Aknine : Simone Smadja, psychothérapeute
- 2014 : RIS police scientifique, épisode Le rat et la danseuse : Marie-Christine Barsac
- 2014 : Les Hommes de l'ombre, épisode Otages : Catherine
- 2015 : Les Années perdues de Nicolas Picard-Dreyfuss : Lily Garnier
- 2016 : La Main du mal de Pierre Aknine : Présidente Hiernard
- 2016 : Parents mode d'emploi de Christophe Campos : la psychologue
- 2018 : Cherif, épisode Disparue de Bruno Garcia : Anne Dufresne
- 2019 : L'Enfant que je n'attendais pas de Bruno Garcia : Juge d'instruction
- 2020 : Un homme ordinaire de Pierre Aknine : Solange Vargas
- 2021 : La Petite femelle de Philippe Faucon : Hélène Dubuisson
- 2021 : Les Rivières pourpres, épisode Lune noire de Myriam Vinocour : Nanou
- 2021 : Alex Hugo, épisode La voie de l'esprit de Muriel Aubin : Hélèna
- 2022 : Mémoire trouble de Denis Malleval : Florence Codogno
- 2022 : Lame de fond de Bruno Garcia : Sandrine
- 2023 : Bardot de Christopher Thompson et Danièle Thompson : Lucienne Lévy
- 2023 : Pamela Rose, la série de Ludovic Colbeau-Justin : Nancy Brownie
- 2024 : Anthracite de Julius Berg : Marie Chevallier
- 2025 : Surface de Slimane-Baptiste Berhoun : Catherine Valant

## Théâtre (sélection)
- 2003 : Dom Juan mis en scène par Daniel Mesguich avec Daniel Mesguich et Christian Hecq, rôle de Charlotte, Théâtre de l'Athénée, tournée.
- 2006 : Boulevard du boulevard du boulevard mis en scène par Daniel Mesguich avec Christian Hecq, Théâtre du Rond-Point, Tournée.
- 2007 : Dom Juan ou le Festin de pierre, de Molière, mise en scène Philippe Torreton, Théâtre Marigny, tournée.
- 2010 : Dernière station avant le désert de Lanie Robertson[1] mis en scène par Georges Werler au Théâtre du Petit St Martin[2]
- 2012 : Le Dindon, de Georges Feydeau, mise en scène Philippe Adrien, Théâtre de la Tempête, tournée.
- 2013-2015 : La Beauté, Recherche et Développements de Florence Muller et Eric Verdin, Festival Avignon Off, Théâtre du Petit St Martin, Théâtre du Rond-Point.
- 2017 : Jeanne de Jean Robert-Charrier, mise en scène Jean-Luc Revol, Théâtre du Petit Saint-Martin[3] et tournée
- 2024 : Check-Up de Sébastien Thiéry, mise en scène Jean-Louis Benoît, théâtre Antoine

## Publication
- Florence Muller et Éric Verdin, La Beauté, recherche et développements, suivi de La Queue du Mickey, Actes Sud, coll. « Papiers », 2015, 144 p.,    (ISBN 978-2-330-05687-2)